# Isles-lès-Villenoy
Isles-lès-Villenoy és un municipi francès, situat al departament de Sena i Marne i a la regió de Illa de França. L'any 2017 tenia 1014 habitants.
Forma part del cantó de Claye-Souilly, del districte de Meaux i de la Comunitat d'aglomeració del Pays de Meaux.

## Demografia
El 2007 tenia 865 habitants. Hi havia 280 famílies, 336 habitatges, (289 eren habitatges principals, 23 segones residències i 23 desocupats).

## Economia
El 2007 la població en edat de treballar era de 567 persones, de les quals 445 eren actives. De les 445 persones actives 416 estaven ocupades. Hi havia una cinquantena d'empreses: entre d'altres una empresa extractiva, cinc empreses industrials, dotze d'empreses de construcció, sis de comerç i reparació d'automòbils, quatre de transport, quatre d'hostatgeria i restauració, una empresa d'informació i comunicació, dues financeres, tres immobiliàries, nou empreses de serveis, tres entitats de l'administració pública. El 2009 hi havia un hipermercat i una botiga de mobles.
El 2009 hi havia una escola elemental.